# Milan Aćimović
Milan Aćimović (em sérvio:  Милан Аћимовић; 31 de maio de 1898–25 de maio de 1945) foi um político iugoslavo e colaboracionista do Eixo durante a Segunda Guerra Mundial na Iugoslávia.

## Biografia
Milan Aćimović nasceu em 31 de maio de 1898 em Pinosava, no município de Voždovac, em Belgrado. Ele terminou o ginásio em Belgrado e formou-se em direito pela Universidade de Belgrado em 1923.  Em 2 de setembro de 1935, ele e Velibor Jonić solicitaram com sucesso ao Ministério do Interior a legalização do Movimento Nacional Iugoslavo (Zbor).  Tornou-se chefe da polícia de Belgrado em 1938 e foi nomeado Ministro do Interior por Milan Stojadinović em 21 de dezembro de 1938. Ele ocupou este cargo até 5 de fevereiro de 1939. Em abril de 1939, ele foi preso ao lado de Stojadinović e ficou detido até agosto de 1940.  

## Segunda Guerra Mundial
Em abril de 1941, Reinhard Heydrich veio a Belgrado e deu instruções para encontrar colaboradores leais entre os sérvios e contar com os altos oficiais da polícia Milan Aćimović e Dragi Jovanović, com quem Heydrich já trabalhava. Além de Aćimović e Jovanović, a política alemã foi apoiada por Dimitrije Ljotić, líder da organização Zbor. Os alemães preferiram Aćimović a Ljotić, pois ele era um especialista em segurança e não tinha encargos ideológicos como Ljotić.  O Governo Comissário da Sérvia foi formado no final de abril por decisão de Harald Turner e Helmuth Förster, com Aćimović como Presidente do Governo e Comissário do Interior. O governo nem sequer tinha o estatuto de governo Quisling, mas sim de organização auxiliar à administração militar alemã do Comandante Militar na Sérvia.   Aćimović tentou manter o aparato estatal existente, mas teve que substituir funcionários que não eram sérvios ou que haviam deixado o país, além de demitir aqueles suspeitos de serem anti-alemães. Em 13 de julho de 1941, ordenou um decreto para prender familiares de comunistas em fuga, especificamente esposas e filhos maiores de 16 anos, ou se não tivessem filhos, pais e irmãos menores de 60 anos apenas se morassem juntos.  Aćimović permaneceu nesta posição até agosto de 1941, quando o governo foi assumido por Milan Nedić. Os alemães que estavam descontentes com a agitação na Sérvia perceberam que o Governo Comissário era impopular entre o povo e sem qualquer autoridade.  O governo também estava dividido entre apoiadores de Ljotić e ex-aliados de Milan Stojadinović, liderados pelo próprio Aćimović.  O Governo do Comissário entrou em colapso depois que Ljotić retirou dois dos seus ministros do governo.  No entanto, Aćimović entrou no governo de Nedić como ministro do Interior. 
Como chefe do Governo Comissário e como Ministro do Interior no governo de Nedić, Aćimović manteve relações com o Movimento Chetnik de Draža Mihailović. Embora soubesse da filial de Belgrado do movimento de Mihailović, ele não tomou nenhuma ação contra eles.  Em dezembro de 1941, ele avisou Mihailović sobre a próxima operação contra ele. Os alemães souberam deste contacto, o que colocou Nedić numa posição difícil. Nedić conseguiu convencer os alemães de que não sabia de nada e proibiu Aćimović de se intrometer na questão de Mihailović.  Aćimović foi substituído por Tanasije Dinić como Ministro do Interior em 10 de Novembro de 1942 devido às suas ligações aos Chetniks, que os alemães ainda não consideravam aliados necessários ou fiáveis na luta contra os Partisans Iugoslavos. 
Após a expulsão dos alemães da Sérvia em outubro de 1944, Aćimović tornou-se uma ligação entre o enviado alemão para os Bálcãs Hermann Neubacher e Mihailović. Para esse efeito, veio ao quartel-general de Mihailović enquanto este estava na Bósnia. Ele morreu na Batalha de Zelengora enquanto se retirava dos guerrilheiros com os Chetniks. 